# Дом „Др Никола Шуменковић” Стамница
| Дом за децу и лица ометена у развоју „Др Никола Шуменковић” Стамница |                                     |
|                                                                      |                                     |
| Оснивач                                                              | Република Србија                    |
| Основана:                                                            | 1964.                               |
| Седиште:                                                             | Стамница · Петровац на Млави Србија |
| Директор:                                                            | Ана Томашевић                       |
| Веб презентација                                                     | Дом „Др Никола Шуменковић” Стамница |

Дом за децу и лица ометена у развоју „Др Никола Шуменковић” у Стамници, насељеном месту на територији општине Петровац на Млави, републичка је установа социјалне заштите намењена смештају теже и тешко ометених лица. Дом смешта децу узраста од десет година па навише.
Дома носи име Николе Шуменковића, лекара, доктора медицине и министра здравља и социјалне политике Републике Србије. 

## Оснивање Дома
Дом је отворен је 1964. године и намењен је лицима која су ометена у психичком развитку (на ступњу тешке менталне заосталости). Затварањем рудника угља у Стамници остали су слободни рударски станови који су претворени у павиљоне за смештај корисника, површине непуних 2.000m². У почетку капацитет дома је био до педесет корисника. 
Временом се јавила потреба за проширењем смештајног капацитета Дома. У то време делатност установе је била да прима на смештај и негу лица старија од 4 године, са циљем пружања потпуне здравствене неге и социјалне заштите, оспособљавања за социјализацију, самопослуживања у одржавању личне хигијене и укључивања у одређене радне процесе, а у складу са психофизичким могућностима корисника.

## Смештаја корисника
Dom Stamnica 10.jpg
Капацитет установе је 450 корисника. Први павиљони Дома (Специјалног завода Стамница) преуређени су од старих рударских павиљона и прилагођени корисницима по тадашњим прописима и правилима. Касније, када се јавила потреба за проширењем капацитета, саграђен је и 1985. године отворен објекат површине од око 1.500m² у коме се тада, а и сада налази Ц блок за смештај непокретних и полупокретних корисника и Д блок у коме се налазе корисници на припреми за „Заштићено становање”. Такође, у овој згради се налазе и канцеларије директора, рачуноводства, правне службе, здравствене службе, службе за специјалну едукацију и рехабилитацију, психолога, социјалног радника, санитарног радника, магацин, кухиња, амбуланта задужена за Ц и Д блок, апотека, сала за састанке и собе за посете.
Донацијом француског црвеног крста саграђен је и 2002. године отворен објекат површине 1.260m², за смештај осамдесет корисника.
Године 2005. отворени су објекти „Заштићеног становања” у Петровцу на Млави. Ради се о пројекту чешке невладине организације „Човек у невољи” и Министарства рада, запошљавања и социјалне политике Републике Србије. Донацијом чешке организације купљене су три куће у Петровцу и предвиђене су за смештај дванаест корисника који самостално функционишу под надзором особља установе.
У лето 2016. године отворен је и објекат површине од 1.800m² који испуњава најсавременије стандарде, капацитета за 112 одраслих и старих корисника. Поред ових, корисници су смештени у још четири мања објекта.
Организација „Мали Велики људи” је донирала изградњу и опремање још једног објекта у нашем комплексу, који садржи „Монтесори” програм и собу са рачунарима прилагођеним потребама и могућностима корисника. Објекат је отворен 2009. године.

## Радионице
У оквиру радионица спроводи се едукативни и практични програм оспособљавања коринсика за врсту активности према којој имају склоности и способности. Радно-окупациони терапеути приликом спровођења радно-окупационе терапије теже да што више оспособе кориснике за самостално обављање одређених активности.
Циљ радионица јесте развој фине и грубе моторике, развој визуомоторне координације око-рука, прецизности, развој тактилних чула кроз рад са различитим материјалима који доводе до појачане тактилне перцепције, развој памћења и пажње, развијање особина уредности, стрпљивости и толеранције, упознавање различитих облика и боја, тимски рад, прихватање обавеза и одговорности.

## Инклузивни фестивал „Цвет на длану”
Дом годинама уназад, крајем лета, организује традиционалну смотру под називом Инклузивни фестивал „Цвет на длану”, која окупља учеснике из свих крајева наше земље, децу и лица из установа за смештај особа са посебним потребама, геронтолошких центара, основних и средњих школа и др.
Фестивал организује служба за специјалну едукацију и рехабилитацију у сарадњи са другим службама, а у сали Културно-просветног центра у Петровцу на Млави.
Представе које се изводе на фестивалу могу бити у форми позоришне представе, концерта, плесног наступа, рецитала и сл. Изведба не би требало да траје дуже од петнаестак минута. Време трајања целог програма је три до четири сата.